# Gazella gazella
La gazzella di montagna (Gazella gazella Pallas, 1766) è una specie di gazzella diffusa in varie zone della Penisola Arabica. Abita le montagne, le aree pedemontane e le pianure costiere. Il suo areale coincide strettamente con quello degli alberi di acacia. Si nutre per lo più di erba, sebbene la dieta vari molto con le disponibilità alimentari. È meno adattata al clima caldo e asciutto della gazzella dorcade, la quale sembra aver rimpiazzato la gazzella di montagna in gran parte del suo areale nel tardo Olocene, durante un periodo di riscaldamento climatico. In tutto il suo areale ne vivono meno di 15.000 esemplari, la maggior parte dei quali (più di 10.000) appartenenti alla sottospecie G. g. cora, la gazzella di montagna d'Arabia, meno di 3000 alla G. g. gazella, la gazzella di montagna della Palestina, meno di 1000 alla G. g. farasani, meno di 250 alla G. g. muscatensis e solo 19 alla G. g. acaciae.

## Tassonomia
Attualmente, gli studiosi ne riconoscono sette sottospecie:
- G. g. gazella Pallas, 1766 (Israele settentrionale);
- G. g. acaciae Mendelssohn, Groves e Shalmon, 1997 (Israele meridionale);
- G. g. cora C. H. Smith, 1827 (Penisola Arabica);
- G. g. darehshourii Karami e Groves, 1993 (Isola di Forrur);
- G. g. erlangeri Neumann, 1906 (Yemen);
- G. g. farasani Thoulless e Al Basari, 1991 (Isole Farasan);
- G. g. muscatensis Brooke, 1874 (Oman).

## Descrizione
La gazzella di montagna misura 101-115 cm di lunghezza e pesa 17-29,5 kg. Tra tutte le specie del genere Gazella, è quella dalla costituzione più snella, nonché quella con collo e zampe relativamente più lunghi. Il mantello è di colore variabile dal fulvo al marrone scuro su dorso, collo e testa, mentre ventre e natiche sono di colore bianco candido; sui fianchi, queste due distinte colorazioni sono separate da una sottile striscia scura. D'estate il mantello è corto, liscio e lucente, sì da riflettere gran parte della radiazione solare. In inverno, invece, esso si fa più lungo, folto e impermeabile, permettendo così all'animale di resistere alle intense precipitazioni invernali (800-1000 mm) delle regioni settentrionali di Israele; nelle sottospecie del deserto, comunque, le variazioni stagionali del pelame sono meno evidenti. Sulla faccia sono presenti due strisce bianche ben visibili estese dagli occhi alle narici, contornate inferiormente da margini color marrone scuro o nero; sul muso, proprio sopra il naso, vi è una macchia nera. Le corna dei maschi sono abbastanza lunghe (22-29,5 cm), diritte e più spesse alla base, con forma leggermente lirata e anelli prominenti, mentre quelle delle femmine sono generalmente più brevi (5,8-11,5 cm), lisce, di forma irregolare, e spesso storte, ricurve o spezzate. I maschi delle sottospecie settentrionali possiedono corna più lunghe di quelli appartenenti alle sottospecie meridionali; le corna più corte e rivolte più all'esterno si riscontrano negli esemplari della regione del Golfo Persico. Le gazzelle della Palestina settentrionale (G. g. gazella) sono generalmente più grandi delle sottospecie di montagna, mentre quelle dei deserti meridionali, pur essendo più piccole (pesano solo 12-16 kg), hanno zampe, corpo e orecchie più lunghi.

## Distribuzione e habitat
Un tempo la gazzella di montagna era diffusa in tutta la Penisola Arabica, nonché in Egitto, Giordania, Libano e Siria, ma oggi è completamente scomparsa da molte aree. Attualmente questa specie vive ancora lungo le coste del Mar Rosso e sulle montagne dell''Asir in Arabia Saudita, sulle Isole Farasan, situate nel Mar Rosso presso le coste sud-occidentali dell'Arabia Saudita, lungo le coste e sui monti di Yemen e Oman e negli Emirati Arabi Uniti. Apparentemente, appartengono a questa specie anche le gazzelle presenti sull'isola iraniana di Forur, nel Golfo Persico. In Israele vivono due distinte sottospecie: G. g. gazella, che vive sulle colline e le montagne della regione settentrionale del Paese, e G. g. acaciae, della quale rimangono pochissimi esemplari nel deserto della Valle di Arava (Negev).
Le gazzelle di montagna vivono su monti poco elevati, talvolta su terreni particolarmente impervi, ma evitano i suoli rocciosi. Prediligono gli altopiani, i rilievi collinari e le vallate tra i monti, oppure le regioni boscose, ma si trovano anche nel deserto vero e proprio e tra le dune costiere. In Arabia, vivono generalmente sulle aspre regioni montuose e collinari. Riescono a sopportare condizioni climatiche estreme: si incontrano infatti anche nella rovente e arida valle del Giordano e nei deserti di Negev, Nafud e Dhofar, dove a mezzogiorno le temperature possono raggiungere i 45 °C, e nelle regioni settentrionali di Israele, dove durante le nottate invernali non sono rare temperature inferiori allo zero e la neve può ricoprire il suolo per vari giorni.

## Biologia

### Alimentazione
Queste gazzelle sono diurne, ma possono pascolare anche nelle notti di luna piena, specialmente nelle zone dove l'attività umana ha sconvolto le normali abitudini della specie. Generalmente mangiano all'alba e al tramonto e si riposano durante le ore più calde della giornata, ma le gazzelle che vivono sugli altopiani nei dintorni di Ma'rib, nello Yemen, vengono avvistate solamente di giorno, mentre quelle delle pianure vicino ad Al-Hudayda sono state viste solo al tramonto o nelle ore notturne. Tutte le sottospecie brucano, a eccezione della gazzella di montagna della Palestina (G. g. gazella), che pascola. La dieta comprende erba, piante e arbusti, a seconda dell'habitat, ma sono poche le piante che vengono completamente scartate. La distribuzione della specie nella Penisola Arabica e in Israele è strettamente correlata agli alberi di acacia, le cui foglie e germogli costituiscono parte integrante della sua alimentazione. Comunemente raggiungono i rami delle acacie stando erette sulle zampe posteriori e sorreggendosi al tronco con quelle anteriori. Dove l'acqua è scarsa, le gazzelle incrementano il bilancio idrico dissotterrando bulbi, cormi e altre parti sotterranee di piante succulente.

### Struttura sociale
La gazzella di montagna vive in piccoli gruppi di tre-otto esemplari o più. La sua struttura sociale è composta da maschi solitari territoriali, che rimangono tutto l'anno nel proprio territorio, da gruppi temporanei o abbastanza permanenti di una o più femmine coi piccoli, e da piccoli gruppi di scapoli. I maschi competono tra loro per il controllo dei territori, ma i conflitti di confine tra due vicini sono più ritualizzati che violenti, consistendo in una serie di finti combattimenti in cui i contendenti si caricano a testa bassa fermandosi quando si trovano a una distanza di 30 cm. Tuttavia, nelle battaglie che vedono contrapporsi il padrone di un territorio e un oppositore più giovane che cerca di usurparne il posto, i maschi si possono infliggere gravi ferite, arrivando perfino a spezzarsi le zampe.

### Riproduzione
I maschi seguono i gruppi di femmine attraversando il loro territorio e pascolando in loro compagnia. In Israele, le gazzelle dell'acacia (G. g. acaciae) che vivono nel deserto possono accoppiarsi in ogni periodo dell'anno, ma vi sono due picchi delle nascite: in primavera (da marzo a maggio) e in autunno (ottobre), sebbene quasi tutti i piccoli nati in autunno muoiano poco dopo la nascita. Comunque, durante le calde estati e i freddi inverni le femmine partoriscono molto raramente. In Oman, queste gazzelle possono riprodursi anche due volte all'anno. Al contrario, le popolazioni settentrionali delle gazzelle di montagna della Palestina (G. g. gazella) partoriscono più tardi (da aprile a giugno) delle popolazioni del deserto, e quasi sempre solo una volta all'anno. La femmina lascia il branco alcuni giorni prima del parto e rimane da sola (insieme al piccolo) per i due mesi successivi. Dopo un periodo di gestazione di circa 180 giorni nasce sempre un unico piccolo, che può alzarsi in piedi e camminare poco dopo la nascita. Durante le prime settimane, il piccolo trascorre gran parte del giorno immobile, sdraiato e con gli occhi chiusi, in un luogo riparato. La madre pascola nei dintorni e fa la guardia al neonato, attaccando i predatori più piccoli (volpi) o cercando di attirare altrove quelli più grandi (sciacalli e lupi). A partire dalle tre-sei settimane di età il piccolo inizia piano piano ad accompagnare la madre e comincia a mangiare cibo solido. Il periodo di allattamento può durare tre o quattro mesi, solo raramente di più. Mentre le femmine possono rimanere con la madre per tutta la vita, i maschi abbandonano il branco materno a circa sei mesi di età per congiungersi a una mandria di giovani maschi scapoli. Le femmine possono partorire per la prima volta all'età di un anno, o più comunemente di due anni, e i maschi divengono sessualmente maturi a 15-20 mesi, sebbene in realtà si accoppino solamente quando riescono a occupare un proprio territorio, all'incirca verso i tre anni. La speranza di vita è di 13 anni in cattività e di non più di 8 anni in natura.

## Conservazione
I fattori di rischio per la gazzella di montagna variano a seconda dell'areale della specie, ma le cause principali del suo declino sono la perdita dell'habitat e la caccia. Gran parte del suo habitat è stata devastata dallo sviluppo dell'agricoltura, dalla conversione in pascoli per il bestiame e dalla costruzione di strade e insediamenti umani. Il degrado dell'habitat ha avuto un impatto notevole sulla gazzella dell'acacia (G. g. acaciae) in Israele, dove le risorse idriche disponibili sono nettamente diminuite in seguito all'estrazione di acqua sotterranea da impiegare in agricoltura. Ciò ha causato il disseccamento e la scomparsa delle acacie e di altre piante perenni, e la popolazione di gazzelle è ora costituita da meno di 20 esemplari. Dal momento che la popolazione sopravvissuta è così piccola, un ulteriore rischio è causato anche dall'inincrocio, che può portare alla riduzione della diversità genetica che potrebbe rendere la sottospecie vulnerabile a fattori stocastici. Inoltre, in Israele, questa rara sottospecie, così come la gazzella di montagna della Palestina (G. g. gazella), viene cacciata da lupi (Canis lupus) e sciacalli (C. aureus). La gazzella di montagna continua a essere cacciata in gran parte del suo areale per la pelle, la carne, le corna, per divertimento e perché viene considerata un animale nocivo che danneggia i raccolti, mentre in Oman il rischio maggiore sono le catture di esemplari vivi per le collezioni private.